# Chlorospin à sourcils brisés
Chlorospingus pileatus
Espèce
Statut de conservation UICN

 LC  : Préoccupation mineure
Le Chlorospin à sourcils brisés (Chlorospingus pileatus), anciennement Tangara à sourcils brisés, est une espèce de passereaux de la famille des Passerellidae.

## Description
Cet oiseau mesure environ 13,5 cm de longueur. Il présente une tête noire avec des sourcils blancs brisés en leur milieu. Sa gorge est blanche piquetée de noir.

## Répartition
Cette espèce vit au Costa Rica (Cordillère de Tilarán, Cordillère Centrale et Cordillère de Talamanca) et au Panamá.

## Habitat
Le Chlorospin à sourcils brisés fréquente les forêts d'altitude.

## Comportement
Cette espèce se déplace dans les épiphytes et le feuillage en petits groupes lâches.

## Alimentation
Cet oiseau consomme de petits fruits, des insectes et des araignées.